# Aldeaseca de la Frontera
Aldeaseca de la Frontera là một đô thị ở tỉnh Salamanca, phía tây Tây Ban Nha, cộng đồng tự trị Castile-Leon. Đô thị này có cự ly 45 kilômét so với thành phố tỉnh lỵ Salamanca và có dân số 333 người. Khu vực này có độ cao 900 mét trên mực nước biển.